# NGC 516
NGC 516 je čočková galaxie v souhvězdí Ryb. Její zdánlivá jasnost je 13,3m a úhlová velikost 1,40′ × 0,5′. Je vzdálená 113 milionů světelných let, průměr má 45 000 světelných let. Je členem skupiny galaxií okolo galaxie NGC 524 Galaxii objevil 25. září 1862 Heinrich d'Arrest.